# Mark Shannon
Mark Shannon, né Manlio Cersosimo à Rome en 1939,, est un acteur italien ayant surtout travaillé dans le cinéma pornographique.

## Biographie
Carrière
Mark Shannon est la première vedette masculine du porno italien. L'acteur se serait dirigé vers le X après avoir eu une érection pendant le tournage d'une scène soft avec Carmen Russo.
En 1979, il accepte la proposition du réalisateur Joe D'Amato de tourner dans des films pornographiques. Sesso nero, qui sort en salles deux ans après son tournage, est considéré comme le premier film hardcore italien (sans recours à des inserts). Il tient la vedette  de la série de films « érotico-exotiques » que le réalisateur tourne en République dominicaine.
Il assure les scènes explicites avec Annj Goren et Lucía Ramírez tandis que Dirce Funari, Laura Gemser ou George Eastman, collaborateurs réguliers du réalisateur, ne tournent que des scènes simulées.
En 1981, on le voit aussi dans Valentina, ragazza in calore avec la débutante Moana Pozzi. Très apprécié de ses partenaires pour sa gentillesse, il tourne à plusieurs reprises avec Marina Hedman.
Il se retire en 1983, ne refaisant qu'une brève apparition dans un films de Joe D'Amato 1988, et reprenant sa profession de guide touristique.
En 2006, il revient à la télévision dans le rôle du concierge d'un immeuble dans un soap opera dans lequel, pour la première fois on peut entendre sa véritable voix.
Vie privée
Mark Shannon serait le fils du juge Vincenzo Cersosimo, magistrat enquêteur au Procès de Vérone condamné à la réclusion à vie à la chute du fascisme. Il aurait épousé en 1963 Anna Vincenzini représentante de l'Italie au concours de Miss International 1961 qui lui aurait donné un fils, Luca, compositeur.

## Filmographie
- 1963 : Vino whisky e acqua salata de Mario Amendola
- 1965 : Voyage to the Prehistoric Planet de Pavel Klushantsev et Curtis Harrington
- 1969 : Motel Confidential de Stephen C. Apostolof : Stanley Buddington III (non crédité)
- 1978 : L'infermiera di campagna de Mario Bianchi : Fefè (comme Manlio Certosino)
- 1980 : Le porno killers de Roberto Mauri
- 1980 : Pasiones desenfrenadas de Zacarías Urbiola
- 1980 : Le Sexe noir (Sesso nero) de Joe D'Amato : Mark Lester (comme Mark Shanon)
- 1980 : Hard Sensation de Joe D'Amato : Bobo, le chef
- 1980 : Blue Erotic Climax de Joe D'Amato et Claudio Bernabei : (comme Mark Shanon)
- 1980 : Les Plaisirs d'Hélène (Orgasmo nero) de Joe D'Amato : l'homme du phantasme d'Haini
- 1980 : Porno Esotic Love de Joe D'Amato
- 1980 : La Nuit fantastique des morts-vivants  (Le notti erotiche dei morti viventi) de Joe D'Amato : John Wilson
- 1980 : Super Climax de Joe D'Amato et Claudio Bernabei : Mark (comme Mark Shanon)
- 1981 : Labbra bagnate de Claudio Bernabei :
- 1981 : La dottoressa di campagna de Mario Bianchi (comme Manlio Cersosimo)
- 1981 : Porno Holocaust de Joe D'Amato : capitaine O'Day
- 1981 : Porno lui erotica lei de Mario Siciliano : Manlio
- 1981 : Le ereditiere superporno de Claudio Bernabei :
- 1981 : 'Pornovideo de Giuliana Gamba :
- 1981 : Bocca golosa (Filles sensuelles) de Joe D'Amato et Claudio Bernabei : le magicien
- 1981 : Chiamate 6969: taxi per signora de Mario Bianchi : (comme Mark Shanon)
- 1981 : Labbra vogliose de Claudio Bernabei : Richard (comme Mark Shanon)
- 1981 : Horrible (Rosso sangue) de Joe D'Amato : l'homme à la télé (non crédité)
- 1981 : Voglia di sesso de Joe D'Amato et Claudio Bernabei : Roberto (comme Mark Shanon)
- 1981 : Valentina, ragazza in calore (it) de Raniero Di Giovanbattista : le mari
- 1981 : Caldo profumo di vergine de Joe D'Amato et Claudio Bernabei : Roberto (comme Mark Shanon)
- 1981 : Le porno investigatrici de Claudio Bernabei : (comme Mark Shanon)
- 1982 : Stretta e bagnata de Joe D'Amato et Claudio Bernabei : le magicien  (non crédité)
- 1982 : Caligula : la véritable histoire de Joe D'Amato : Marius
- 1982 : Triangolo erotico (Trio lubrique et folles partouzes) d'Antonio D'Agostino
- 1982 : Bathman dal pianeta Eros d'Antonio D'Agostino : Bathman/Eroticon (comme Mark Shanon)
- 1982 : Love in Hong Kong de Joe D'Amato
- 1983 : La doppia bocca di Erika  de Zacarías Urbiola
- 1983 : Margot, la pupa della villa accanto d'Ennio Pontis (comme Mark Shanon)
- 1983 : Les Déchaînements pervers de Manuela de Joe D'Amato : Misha Albertson / Pierson (images d'archives)
- 1988 : Top Model de Joe D'Amato :  le cowboy
- 1998 : Les Destins du Cœur (Incantesimo) (1998) série TV de Gianni Lepre et Alessandro Cane : le concierge